# 두선부
두선부(豆善富, 684년~741년)는 고구려계 당나라 관료이다.

## 생애
중국에서 발견된 그의  묘지에는 그의 가계와 생애에 대해서 기록되어 있다.
그의 조상 중 6대조의 보번(步蕃)이라는 인물이 고구려로 망명하면서 두(豆)씨 성을 사용했다.
이후 고구려-당 전쟁 때 두선부의 아버지인 두졸(豆卒)은 형제들과 당에 투항해 당으로 이주하게 되었다.
두선부는 당나라에서 활동하며 악목자해□검교□□□군사(岳牧子解□檢校□□□軍事)직과 충무장군섭우금오위랑장상주국(忠武將軍攝右金吾衛郞將上柱國)직을 역임했다.

## 참고 자료
- “중국소재 고구려금석문”. 東北アジア歴史財団. 2022년 11월 24일에 원본 문서에서 보존된 문서.